# Getulia
Getulia fue el país de los getulos. Estaba situada al noroeste de Libia y al sur de Mauritania y Numidia; tenía al este (sureste) el país de los garamantes y al oeste el océano Atlántico. Al sur llegaba supuestamente al río Nigiri (Níger). Ptolomeo incluyó Getulia bajo el nombre más extendido de Libia Interior, de la cual Getulia era la parte norte, la Mauritania era la parte sur.

## Región
Getulia fue el nombre dado a una antigua región en el norte de África, que para los romanos comprendía los territorios habitados por los grupos nómadas de la ladera sur del monte Aures y el Atlas, hasta el Atlántico , y los oasis en la parte norte del Sahara . Se destaca por la cría de caballos, y de acuerdo a Estrabón criaban 100.000 potros en un solo año. Estaban vestidos con pieles, vivían de carne y leche, y la única fabricación conectada con su nombre es el del tinte púrpura que se hizo famoso desde la época de Augusto , y fue hecha de los mariscos púrpura Murex brandaris encontrado en la costa, al parecer, tanto en los Syrtes y en el Atlántico.

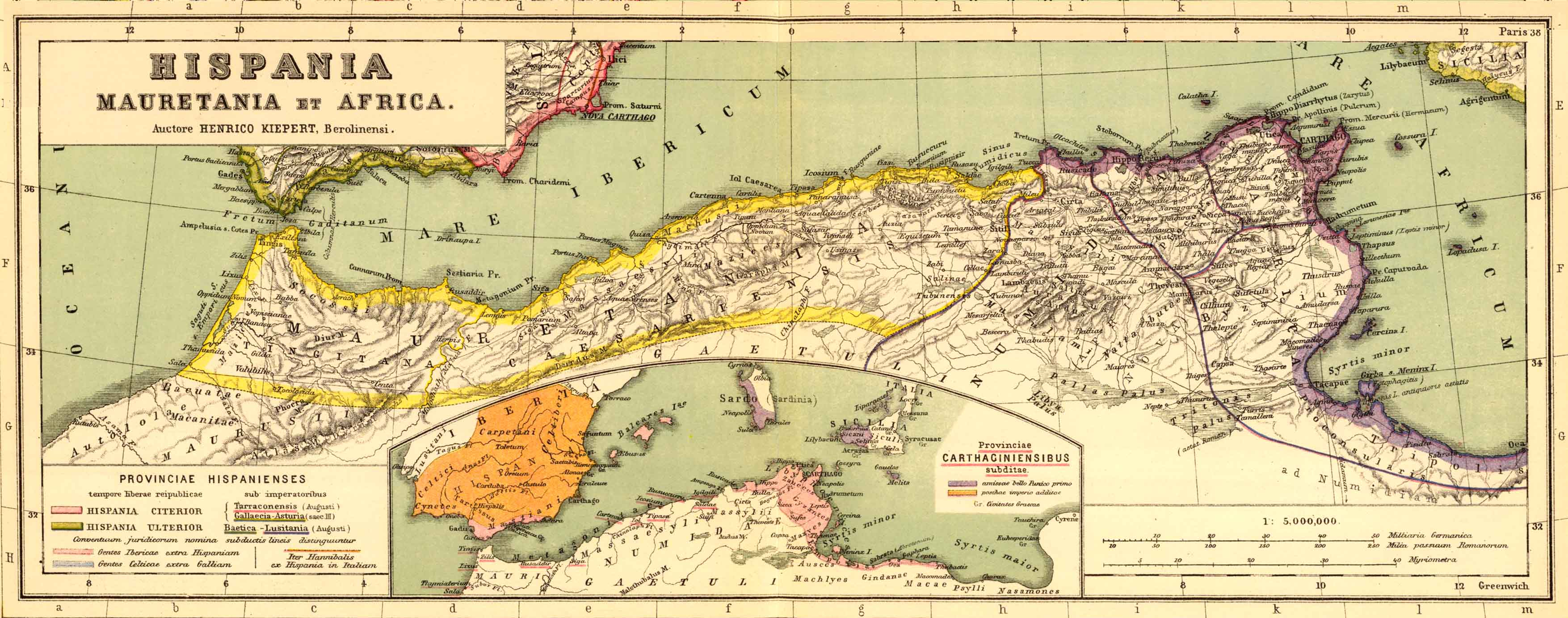
Mapa de Getulia al sur de Mauritania Cesariense.

## Historia
El Getulos aparecen por primera vez en la Guerra de Yugurta (111-106 aC), cuando, como Salustio nos dice, que ni siquiera sabían el nombre de Roma . Tomaron parte en una guerra contra Yugurta contra Roma; pero al lado aparecen en alianza con César contra Juba I (Bell.. Afr 32). En el año 25 aC, Augusto parece haber dado una parte de Getulia a Juba II , junto con su reino de Mauritania , probablemente con el objeto de controlar las tribus turbulentas; pero los gétulos se levantaron y masacraron a los colonos romanos, y no fue hasta una severa derrota que se les había infligido a ellos por Cornelio Léntulo (que así adquirió el apellido Gaetulicus) en 6 dC, que se presentaron ante el rey. Después de que Mauritania se convirtió en una provincia romana en el 40 dC, los gobernadores romanos hicieron frecuentes expediciones en el territorio de Getulia al sur, y el punto de vista oficial parece estar expresado por Plinio (v. 4. 30) cuando dice que todo Getulia la medida de lo el río Níger y la frontera etíope  fue contado como sujeto al Imperio. ¿Hasta qué punto esto representa el hecho de que no está claro; pero inscripciones prueban que los gétulos sirvieron en las tropas auxiliares del imperio, y cabe suponer que el país pasó a la esfera de influencia romana, aunque apenas dentro de los límites de la civilización romana.